# France Presetnik
France Presetnik, slovenski igralec, * 28. avgust 1913, † 12. julij 1997, Ljubljana.

## Filmske vloge
- Na svoji zemlji (1948)
- Kekec (1951)
- Svet na Kajžarju (1952)
- Akcija (1960)
- Veselica (1960)
- Ti loviš (1961)
- Družinski dnevnik (1961)
- Tistega lepega dne (1962)
- Samorastniki (1963)
- Lucija (1965)
- Zgodba, ki je ni (1967)
- Ljubezen nam je vsem v pogubo (1987)